# Brodnax
Brodnax é uma cidade  localizada no estado norte-americano de Virginia, no Condado de Brunswick e Condado de Mecklenburg.

## Demografia
Segundo o censo norte-americano de 2000, a sua população era de 317 habitantes. 
Em 2006, foi estimada uma população de 300, um decréscimo de 17 (-5.4%).

## Geografia
De acordo com o United States Census Bureau tem uma área de 
1,8 km², dos quais 1,8 km² cobertos por terra e 0,0 km² cobertos por água.

## Localidades na vizinhança
O diagrama seguinte representa as localidades num raio de 32 km ao redor de Brodnax. 